# CARAC1
carac1, anciennement Rouge TV, est une chaîne de télévision de divertissement privée en Suisse romande. Elle est lancée par le Groupe Rouge en 2008. carac1 est la première chaîne privée de Suisse romande et elle est diffusée en haute définition sur l'ensemble du territoire Suisse en national. 
En 2023, la chaîne est reprise par le groupe genevois concurrent Media One possédant One TV et LFM TV et TV Suisse Plus, renomant ainsi les quatre chaînes par carac.

## Historique
Rouge TV a été créée le 18 novembre 2008. Cette chaîne de télévision est diffusée sur l’ensemble du territoire de la Suisse romande. Avec un cœur de cible 25-59 ans, elle se positionne sur le créneau du divertissement, au sens large.
Alors qu'elle diffusait deux films par semaine depuis février 2012, en 2015, elle diffuse près de 85 films par mois pour un total de plus de 2000 films par an. Elle diffuse également pour la première fois, une série télévisée inédite en Suisse romande, Painkiller Jane. Ainsi, la chaîne se pose comme une chaîne mini-généraliste non plus uniquement musicale. À la suite d'une fidélisation d'audience avec une programmation cinéma, dès janvier 2013, la chaîne diffuse 2 films tous les soirs de la semaine. Dès janvier 2014, la chaîne diffuse également un film en début d'après-midi.
La chaîne diffusait en 2013 les Swiss Music Awards ainsi que les concours de Mister Suisse et Miss Suisse, pour ce dernier sous forme de télé-réalité avec « Miss Suisse le grand rêve » également diffusé sur Sat.1 Schweiz. En 2014, la chaîne retransmet le Paléo Festival de Nyon, la Street Parade de Zurich et le Festival de jazz de Montreux. 
En septembre 2023, Rouge TV devient carac1. La chaîne reste visible sur les mêmes canaux et un nouveau site web (carac.tv) est créé pour regarder le live et les replays.

## Programmation
Chaîne généraliste, sa grille des programmes s’articule autour de l’univers du cinéma, de la musique, de la culture et du local. carac1 propose des séries et des productions d’émission hebdomadaire ou quotidienne, propres à la chaîne.

## Émissions

### Films
- carac1 diffuse plus de 2'000 films par an[8].

### Séries
- Un si grand soleil

### Musique
- Pur Artists, émission qui diffuse des clips originaux, des interviews décalées, des making of de clips, des concerts et des tournées en live ;
- Special Music Party, tous les vendredis et samedi en fin de soirée ;
- Swiss Native, les jeunes talents romands dans un seul et même programme ;
- Non Stop Music ;
- Top Rouge ;
- Latino.

### Programmes
- Game On, émission gaming
- Rencontrons-nous
- Festival Balélec, les coulisses
- Point Wav
- BE TO B
- Spatules, émission culinaire
- Entre Nous

### Films pour adultes
- carac1 est la seule chaîne qui diffuse quotidiennement des films érotiques (majoritairement du studio Marc Dorcel) en Suisse romande, durant la nuit.

## Audiences
En 2015, Rouge TV enregistre une audience de 85 500 téléspectateurs par jour, 364 500 téléspectateurs par semaine et 2 545 410 spectateurs en ligne sur la page de streaming de la chaîne. En août 2020, le groupe Media One revendiquait 97 000 téléspectateurs par jour.
Mediapulse rapportait un taux d'audience de 0,5% sur le premier semestre 2018, 0,4% sur le second semestre 2018 et le premier semestre 2019, et 0,3% pour le second semestre 2019 et le premier semestre 2020.

### Pointes d'audience
Courant 2015, la chaîne enregistre un pic d'audience avec la diffusion d'American Pie 2, 41 907 téléspectateurs pour 2,63 % de parts de marché[réf. nécessaire], et Retour vers le futur, 43 280 téléspectateurs pour 4,84 % de parts de marché[réf. nécessaire]. 

## Diffusion
carac1 est diffusée : 
- sur Swisscom TV dans toute la Suisse : Canal 57 (Swisscom 1.0) et canal 86 (Swisscom 2.0)
- dans l'offre de base numérique de Cablecom, dans tous les cantons romands : Canal 13
- dans l'offre de base de Sunrise : Canal 21
- dans l'offre de base de VTX : Canal 91
- dans l'offre de base numérique de Naxoo dans le canton de Genève et une partie du Bas-Valais : Canal 13
- dans l'offre analogique des cantons de Genève et de Neuchâtel
- en TNT (DVB-C) des téléréseaux romands :
  - Valais (Netplus) : Canal 41
  - Lausanne et région + Vaud (Citycable) : Canal 38
  - Genève (Naxoo) : Canal 13
  - La Côte (TRN)
  - Gruyères-Énergie, dans l’offre numérique pour Bulle et région
  - Bussivision (téléréseau de la commune de Bussigny-près-Lausanne)
- en TNT DVB-T2 dans le Grand Genève : N°6 (Canal UHF 34) depuis le 12 juin 2020

## Identité visuelle

Ancien logo de la chaîne
Un des autres anciens logos
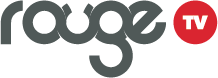
Logo de Rouge TV de 2017 à 2023
Logo de CARAC1 depuis 2023